# Герцог Санта-Елена

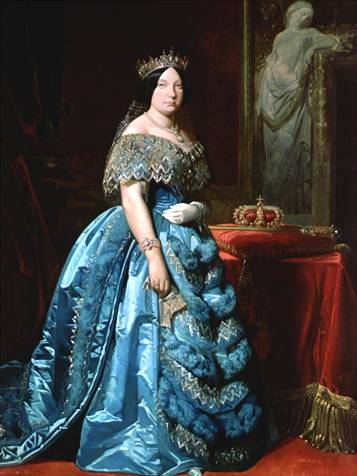
Королева Испании Изабелла II, тетка 1-го герцога де Санта-Елена.

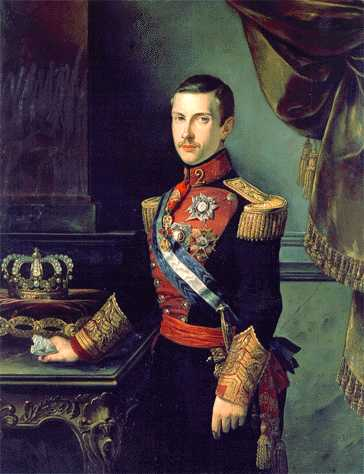
Франсиско де Асис де Бурбон, король-консорт Испании, дядя 1-го герцога де Санта-Елена.

Герцог де Санта-Елена (исп. duque de Santa Elena) — испанский аристократический титул, созданный 31 июля 1917 года королем Альфонсо XIII для Альберто Энрике де Бурбона-и-Кастельви (1854—1939), генерал-лейтенанта, 1-го маркиза де Санта-Елена. Титул маркиза де Санта-Елена он получил 31 октября 1878 года.
Альберто Энрике де Бурбон-и-Кастельви был младшим сыном инфанта Энрике Марии де Бурбона (1823—1870), 1-го герцога Севильского, и его морганатической жены Елены де Кастельви-и-Шелли. Она была дочерью Франсиско де Паула де Кастельви-и-Фернандеса-де-Кордовы, 10-го графа де Кастелло, 8-го графа де Карлета и 12-го графа де Вильянуэва.
Его отец инфант Энрике, герцог Севильский, был сыном инфанта Франсиско де Паула де Бурбона (1794—1865), который был отцом Франсиско де Асиса-и-Бурбона (1822—1902), короля-консорта и супруга испанской королевы Изабеллы II. В 1870 году инфант Энрике Мария де Бурбон был убит на дуэли Антуаном Орлеанским, герцогом Монпансье, который был женат на инфанте Марии Луизе Фернанде, сестры королевы Испании.
После смерти отца Альберто Энрике и его братья, Энрике и Франсиско, воспитывались королевой Изабеллой II и её мужем Франсиско де Асисом, проживавшими в изгнании в Париже. Он учился в Париже в элитном лицее имени Генриха IV, но не закончил его из-за отсутствия финансовых средств. Долгое время Альберто Энрике отказывался от выплаты в размере 30 000 песет, предложенных ему герцогом Монпансье в качестве компенсации за гибель его отца, но в конце концов из-за необходимости вынужден был принять эти деньги.
Король Италии Виктор Эммануил II, знавший о затруднительном положении сыновей герцога Севильского, предложил им дворец во Флоренции, но их дядя, Франсиско де Асис Бурбон, муж Изабеллы II, отказался принять это предложение. Позднее Альберто и его братья Энрике и Франсиско присоединились к армии карлистского претендента дона Карлоса Младшего и находились под его командованием до 1875 года, когда в Испании была восстановлена Бурбонская династия во главе с королём Альфонсо XII.
Энрике де Бурбон (1848—1894), старший брат Альберто, в 1882 году стал преемником своего отца в звании герцога Севильского, а Альберто де Бурбон продолжил военную службу, получил титул маркиза де Сант-Елена, который позднее был возведён в герцогство.

## Маркизы де Санта-Елена
| №                                    | Титул                                 | Период                               |
| Креация создана королём Альфонсо XII | Креация создана королём Альфонсо XII  | Креация создана королём Альфонсо XII |
| ------------------------------------ | ------------------------------------- | ------------------------------------ |
| I                                    | Альберто Энрике де Бурбон-и-Кастельви | 1878—1917                            |

## Герцоги де Санта-Елена
| №                                     | Носитель титула                                                              | Период                                |
| Креация создана королём Альфонсо XIII | Креация создана королём Альфонсо XIII                                        | Креация создана королём Альфонсо XIII |
| ------------------------------------- | ---------------------------------------------------------------------------- | ------------------------------------- |
| I                                     | Альберто Энрике де Бурбон-и-Кастельви (1854—1939)                            | 1917—1939                             |
| II                                    | Альберто Мария де Бурбон-и-д’Аст (1883—1959), старший сын предыдущего        | 1940—1959                             |
| III                                   | Альберто Энрике де Бурбон-и-Перес-дель-Пульгар (1933—1995), внук предыдущего | 1960—1995                             |
| IV                                    | Альфонсо Гонсало де Бурбон-и-Санчес (род. 1961), сын предыдущего             | 1995 — н. в.                          |

## История маркизов и герцогов Санта-Елена
- Альберто Энрике де Бурбон-и-Кастельви (1854—1939), 1-й маркиз де Санта-Елена (1878) и 1-й герцог де Санта-Елена (1917). Кавалер Большого креста ордена Святого Лазаря

1-я жена: кузина Маргарита д’Аст де Новеле 
2-я жена: Клотильда Гертрудис де Галло Руиса-и-Диес де Бустаманте, придворная дама королевы Виктории Евгении 
3-я жена: Изабель Родригес де Кастро Буэно Менаде Кастро, маркиза де ла Буэно.
Ему наследовал сын от первого брака:
- Альберто Мария де Бурбон-и-д’Аст (1883—1959), 2-й герцог де Санта-Елена

Жена: Мария Луиза де Пинто-и-Леканда. У супругов был сын Альфонсо Мария де Бурбон-и-Пинто (1909—1938), маркиз Санта-Фе-де-Гвардиола. Он был женат на Марии де лас Ангустиас Перес дель Пульгар-и-Альба, 8-й маркизе Санта-Фе-де-Гвардиола, дочери Кристобаля Переса-дель-Пульгар-и-Рамирес-де-Арельяно, 1-го маркиза Альбайсина. Их старший сын унаследовал титул герцога.
- Альберто Энрике де Бурбон-и-Перес дель Пульгар (1933—1995), 3-й герцог де Санта-Елена, 9-й маркиз Санта-Фе-де-Гвардиола

Жена: Евгения Санчис-и-Мендаро, дочь Гонсало Марии Санчиса Калатаюда, 3-го маркиза Монтемира. Ему наследовал его сын.
- Альфонсо Гонсало де Бурбон-и-Санчис, 4-й герцог де Санта-Елена, 10-й маркиз Санта-Фе-де-Гвардиола (род. 1961). Член королевской ассоциации идальго Испании

1-я жена: Петрисия Дорнкамп 
2-я жена: Мария де Эскрива-Романи-и-Сото, дочь Луиса Эскрива-де-Романи-и-Патиньо, 5-го графа Глимеса, и Марии де Сото-и-Карвахаль, дочери Фернандо де Сото-и-Домек, 12-го маркиза Сантаэлья и графа де Пуэртохермосо.

## Генеалогическое древо
| | | | | Карл IV (1748—1819)                                                                                   | |  |  |                                                                 |                                                           |                                                           |                                                           |                                                           |                                                           |  |  |  |  |  |  |  |  |  |  |  |  |
| | | | | | |  |  |                                                                 |                                                           |                                                           |                                                           |                                                           |                                                           |  |  |  |  |  |  |  |  |  |  |  |  |
| | | | | Инфант Франсиско де Паула де Бурбон (1794—1865)                                                       | |  |  |                                                                 |                                                           |                                                           |                                                           |                                                           |                                                           |  |  |  |  |  |  |  |  |  |  |  |  |
| | | | | | |  |  |                                                                 |                                                           |                                                           |                                                           |                                                           |                                                           |  |  |  |  |  |  |  |  |  |  |  |  |
| | | | | Инфант Энрике де Бурбон, 1-й герцог Севильский (1823—1870)                                            | |  |  |                                                                 |                                                           |                                                           |                                                           |                                                           |                                                           |  |  |  |  |  |  |  |  |  |  |  |  |
| | | | | | |  |  |                                                                 |                                                           |                                                           |                                                           |                                                           |                                                           |  |  |  |  |  |  |  |  |  |  |  |  |
| | | | | | |  |  |                                                                 |                                                           |                                                           |                                                           |                                                           |                                                           |  |  |  |  |  |  |  |  |  |  |  |  |
| Энрике Пио де Бурбон, 2-й герцог Севильский (1848—1894) С правопреемством в доме герцогов Севильских. | Энрике Пио де Бурбон, 2-й герцог Севильский (1848—1894) С правопреемством в доме герцогов Севильских. | Энрике Пио де Бурбон, 2-й герцог Севильский (1848—1894) С правопреемством в доме герцогов Севильских. | Энрике Пио де Бурбон, 2-й герцог Севильский (1848—1894) С правопреемством в доме герцогов Севильских. | Энрике Пио де Бурбон, 2-й герцог Севильский (1848—1894) С правопреемством в доме герцогов Севильских. | Энрике Пио де Бурбон, 2-й герцог Севильский (1848—1894) С правопреемством в доме герцогов Севильских. |  |  | Альберто де Бурбон, 1-й герцог де Санта-Елена (1854—1939)       | Альберто де Бурбон, 1-й герцог де Санта-Елена (1854—1939) | Альберто де Бурбон, 1-й герцог де Санта-Елена (1854—1939) | Альберто де Бурбон, 1-й герцог де Санта-Елена (1854—1939) | Альберто де Бурбон, 1-й герцог де Санта-Елена (1854—1939) | Альберто де Бурбон, 1-й герцог де Санта-Елена (1854—1939) |  |  |  |  |  |  |  |  |  |  |  |  |
| Энрике Пио де Бурбон, 2-й герцог Севильский (1848—1894) С правопреемством в доме герцогов Севильских. | Энрике Пио де Бурбон, 2-й герцог Севильский (1848—1894) С правопреемством в доме герцогов Севильских. | Энрике Пио де Бурбон, 2-й герцог Севильский (1848—1894) С правопреемством в доме герцогов Севильских. | Энрике Пио де Бурбон, 2-й герцог Севильский (1848—1894) С правопреемством в доме герцогов Севильских. | Энрике Пио де Бурбон, 2-й герцог Севильский (1848—1894) С правопреемством в доме герцогов Севильских. | Энрике Пио де Бурбон, 2-й герцог Севильский (1848—1894) С правопреемством в доме герцогов Севильских. |  |  | Альберто де Бурбон, 1-й герцог де Санта-Елена (1854—1939)       | Альберто де Бурбон, 1-й герцог де Санта-Елена (1854—1939) | Альберто де Бурбон, 1-й герцог де Санта-Елена (1854—1939) | Альберто де Бурбон, 1-й герцог де Санта-Елена (1854—1939) | Альберто де Бурбон, 1-й герцог де Санта-Елена (1854—1939) | Альберто де Бурбон, 1-й герцог де Санта-Елена (1854—1939) |  |  |  |  |  |  |  |  |  |  |  |  |
| | | | | | |  |  | Альберто Мария де Бурбон, 2-й герцог де Санта-Елена (1883—1959) |                                                           |                                                           |                                                           |                                                           |                                                           |  |  |  |  |  |  |  |  |  |  |  |  |
| | | | | | |  |  |                                                                 |                                                           |                                                           |                                                           |                                                           |                                                           |  |  |  |  |  |  |  |  |  |  |  |  |
| | | | | | |  |  | Альфонсо де Бурбон, маркиз де Санта-Фе-де-Гвардиола (1909—1938) |                                                           |                                                           |                                                           |                                                           |                                                           |  |  |  |  |  |  |  |  |  |  |  |  |
| | | | | | |  |  |                                                                 |                                                           |                                                           |                                                           |                                                           |                                                           |  |  |  |  |  |  |  |  |  |  |  |  |
| | | | | | |  |  | Альберто де Бурбон, 3-й герцог де Санта-Елена (1933—1995)       |                                                           |                                                           |                                                           |                                                           |                                                           |  |  |  |  |  |  |  |  |  |  |  |  |
| | | | | | |  |  |                                                                 |                                                           |                                                           |                                                           |                                                           |                                                           |  |  |  |  |  |  |  |  |  |  |  |  |
| | | | | | |  |  | Альфонсо де Бурбон, 4-й герцог де Санта-Елена (род. 1961)       |                                                           |                                                           |                                                           |                                                           |                                                           |  |  |  |  |  |  |  |  |  |  |  |  |
| | | | | | |  |  |                                                                 |                                                           |                                                           |                                                           |                                                           |                                                           |  |  |  |  |  |  |  |  |  |  |  |  |
| | | | | | |  |  | Альфонсо де Бурбон-и-Эскрива де Романи (род. 1995)              |                                                           |                                                           |                                                           |                                                           |                                                           |  |  |  |  |  |  |  |  |  |  |  |  |